# مركز بينج آن المالي
مركز بينج آن المالي (بالإنجليزية: Ping An Finance Center) هو ناطحة سحاب طولها 599 متر (115 طابق) تقع في مدينة شينزين الصينية، تم الانهاء من بناء ناطحة السحاب في عام 2017 لتصبح ثاني أطول مبنى في الصين وخامس أطول مبنى في العالم.

## المبنى من الداخل
يحتوي المبنى على مساحات مكتبية وفنادق ومحلات ومركز مؤتمرات ومركز تسوق راقي. يتميز الطابق 116 بمنصة مراقبة تسمى Free Sky. كما يوحي اسمها، فهي أيضًا المقر الرئيسي لشركة بينج أن للتأمين. تصميم المبنى فريد وأنيق ويمثل تاريخ وإنجازات المالك الرئيسي. توفر الواجهة المصنوعة من الفولاذ المقاوم للصدأ والتي تزن حوالي 1700 طن تصميمًا حديثًا للمبنى.
تبلغ مساحة المبنى الإجمالية 378600 متر مربع. يحتوي البرج المكون من 115 طابقًا على نسبة عرض إلى ارتفاع تبلغ 1:10 ويحتوي أيضًا على منصة من 11 طابقًا. بما في ذلك المنصة، تبلغ مساحة المبنى 495.520 مترًا مربعًا من مساحة الأرضية. يضيف الطابق السفلي المكون من خمسة طوابق 90 ألف متر مربع أخرى من المساحة. يتكون البرج البالغ 620.000 طن متري من ثمانية أعمدة رئيسية تشكل البنية الفوقية. تتراوح أبعاد العمود من حوالي 6 × 3.2 م عند أدنى مستوى إلى 2.9 × 1.4 م في أعلى البرج.